# Liste des chansons de The Beatles: Rock Band

La liste des chansons de The Beatles: Rock Band répertorie les chansons du jeu de rythme The Beatles: Rock Band, développé par Harmonix Music Systems, publié par MTV Games et distribué par Electronic Arts, en association avec Apple Corps en 2009. Il s'agit de la troisième grande sortie sur console d'un jeu de la série Rock Band. Il est disponible sur PlayStation 3, Xbox 360, et Wii. Le jeu permet à entre un et six joueurs de jouer des chansons des Beatles à l'aide de controlleurs de jeux en forme d'instruments (une guitare pour les jeux de guitare et de basse, une batterie et un microphone).
La sélection des 45 chansons présentes sur le disque du jeu a été appréciée par la critique, qui la considère comme étant pleine d'émotions et de sentiments, et comme un bon choix parmi les titres du répertoire du groupe,,. En comparaison avec des jeux de ce genre déjà réalisés, le nombre de chansons présentes sur The Beatles: Rock Band a été considéré comme assez réduit,, et la présence de certaines chansons peu connus là ou certaines des plus populaires sont absentes a été considérée comme déstabilisante,. En plus des chansons présentes sur le disque, The Beatles: Rock Band propose un contenu téléchargeable, permettant de télécharger des singles et des albums entiers (à l'exception des chansons déjà présentes sur le disque), permettant au joueur d'enchaîner un album entier en une seule fois.

## Chansons présentes sur le disque
Le disque de jeu propose 45 chansons issue des albums britanniques originaux des Beatles, de l'album américain Magical Mystery Tour, de l'album de remixes de 2006 Love et de quelques singles absents des albums. Bien que Sgt. Pepper's Lonely Hearts Club Band et With a Little Help from My Friends soient deux chansons distinctes, elles ne peuvent être jouées qu'à la suite l'une de l'autre dans le jeu. Tous les chansons à l'exception de The End sont directement jouables en mode « Partie rapide » et dans les modes multijoueurs, tandis qu'en mode « Histoire », le joueur doit réussir les chansons par ordre chronologique jusqu'à The End, la chanson finale du mode, qui devient alors jouable dans tous les modes de jeu. Quel que soit le mode de jeu, chaque chanson est interprétée dans un lieu spécifique. La plupart reprennent de célèbres concerts du groupe, comme leur première apparition à la télévision américaine durant le Ed Sullivan Show et leur concert mythique au Shea Stadium. Pour les chansons se déroulant à Abbey Road, chacune propose un paysage onirique particulier ; la chanson débute avec les Beatles en studio, puis entre progressivement dans un rêve inspiré par les paroles, et retourne finalement dans le studio pour la fin de l'enregistrement.
Les 45 chansons présentes dans le jeu sont les suivantes, indiquées avec l'année de la première diffusion, l'album dont elle est extraite, et le lieu où elle est interprétée dans le jeu :
| Titre de la chanson                                                        | Album original                        | Année | Lieu                        |
| -------------------------------------------------------------------------- | ------------------------------------- | ----- | --------------------------- |
| A Hard Day's Night                                                         | A Hard Day's Night                    | 1964  | Ed Sullivan Show            |
| And Your Bird Can Sing                                                     | Revolver                              | 1966  | Budokan                     |
| Back in the U.S.S.R.                                                       | The Beatles                           | 1968  | Studios Abbey Road '67–68   |
| Birthday                                                                   | The Beatles                           | 1968  | Studios Abbey Road '68–69   |
| Boys                                                                       | Please Please Me                      | 1963  | Cavern Club                 |
| Can't Buy Me Love                                                          | A Hard Day's Night                    | 1964  | Ed Sullivan Show            |
| Come Together                                                              | Abbey Road                            | 1969  | Studios Abbey Road '68–69   |
| Day Tripper                                                                | Single                                | 1965  | Budokan                     |
| Dear Prudence                                                              | The Beatles                           | 1968  | Studios Abbey Road '67–68   |
| Dig a Pony                                                                 | Let It Be                             | 1970  | Rooftop Concert             |
| Do You Want to Know a Secret                                               | Please Please Me                      | 1963  | Cavern Club                 |
| Don't Let Me Down                                                          | Single                                | 1969  | Rooftop Concert             |
| Drive My Car                                                               | Rubber Soul                           | 1965  | Budokan                     |
| Eight Days a Week                                                          | Beatles for Sale                      | 1964  | Shea Stadium                |
| Get Back                                                                   | Let It Be                             | 1970  | Rooftop Concert             |
| Getting Better                                                             | Sgt. Pepper's Lonely Hearts Club Band | 1967  | Studios Abbey Road '66–67   |
| Good Morning Good Morning                                                  | Sgt. Pepper's Lonely Hearts Club Band | 1967  | Studios Abbey Road '66–67   |
| Hello, Goodbye                                                             | Magical Mystery Tour                  | 1967  | Studios Abbey Road '67–68   |
| Helter Skelter                                                             | The Beatles                           | 1968  | Studios Abbey Road '68–69   |
| Here Comes the Sun                                                         | Abbey Road                            | 1969  | Studios Abbey Road '68–69   |
| Hey Bulldog                                                                | Yellow Submarine                      | 1969  | Studios Abbey Road '67–68   |
| I Am the Walrus                                                            | Magical Mystery Tour                  | 1967  | Studios Abbey Road '67–68   |
| I Feel Fine                                                                | Single                                | 1964  | Shea Stadium                |
| I Me Mine                                                                  | Let It Be                             | 1970  | Rooftop Concert             |
| I Saw Her Standing There                                                   | Please Please Me                      | 1963  | Cavern Club                 |
| I Wanna Be Your Man                                                        | With the Beatles                      | 1963  | Ed Sullivan Show            |
| I Want to Hold Your Hand                                                   | Single                                | 1963  | Ed Sullivan Show            |
| I Want You (She's So Heavy)                                                | Abbey Road                            | 1969  | Rooftop Concert             |
| If I Needed Someone                                                        | Rubber Soul                           | 1965  | Shea Stadium                |
| I'm Looking Through You                                                    | Rubber Soul                           | 1965  | Shea Stadium                |
| I've Got a Feeling                                                         | Let It Be                             | 1970  | Rooftop Concert             |
| Lucy in the Sky with Diamonds                                              | Sgt. Pepper's Lonely Hearts Club Band | 1967  | Studios Abbey Road '66–67   |
| Octopus's Garden                                                           | Abbey Road                            | 1969  | Studios Abbey Road '68–69   |
| Paperback Writer                                                           | Single                                | 1966  | Budokan                     |
| Revolution                                                                 | Single                                | 1968  | Studios Abbey Road '68–69   |
| Sgt. Pepper's Lonely Hearts Club Band / With a Little Help from My Friends | Sgt. Pepper's Lonely Hearts Club Band | 1967  | Studios Abbey Road '66–67   |
| Something                                                                  | Abbey Road                            | 1969  | Studios Abbey Road '68–69   |
| Taxman                                                                     | Revolver                              | 1966  | Budokan                     |
| The End                                                                    | Abbey Road                            | 1969  | Studios Abbey Road (Rappel) |
| Ticket to Ride                                                             | Help!                                 | 1965  | Shea Stadium                |
| Twist and Shout                                                            | Please Please Me                      | 1963  | Cavern Club                 |
| While My Guitar Gently Weeps                                               | The Beatles                           | 1968  | Studios Abbey Road '67–68   |
| Within You Without You / Tomorrow Never Knows                              | Love                                  | 2006  | Studios Abbey Road '66–67   |
| Yellow Submarine                                                           | Revolver                              | 1966  | Studios Abbey Road '66–67   |

## Liste des chansons téléchargeables
En plus des chansons présentes sur le disque, les joueurs peuvent acheter du contenu téléchargeable additionnel pour The Beatles: Rock Band depuis les boutiques en ligne de leurs consoles respectives. Contrairement aux autres jeux sur console de la série Rock Band, le contenu téléchargeable de The Beatles: Rock Band ne peut être utilisé sur les autres jeux, et réciproquement. Ceci est en partie dû aux paysages créés pour les chansons téléchargeables. À l'été 2010, une chanson (All You Need Is Love) et trois albums complets ont été publiés pour le jeu ; la sortie de nouveaux contenus téléchargeables dépendant des ventes de ceux déjà sortis, comme Harmonix a déclaré que les coûts pour les réaliser — notamment le voyage jusqu'aux studios Abbey Road et le travail des ingénieurs — sont plus élevés que pour les contenus téléchargeables habituels de la série.
Toutes les chansons individuelles (dont les segments du medley d’Abbey Road) coûtent 1,49 € (160 Microsoft Points/200 Wii Points) et sont téléchargeables sur le PlayStation Network, Xbox Live et sur la boutique du jeu sur Wii. Le premier album publié est Abbey Road, au prix de 11,37 € l'ensemble (1360 Microsoft Points),,. Ceux qui téléchargent l'album entier peuvent également jouer le medley comme une seule chanson, en plus des segments plus courts proposés.
Le téléchargement d’All You Need is Love était à l'origine exclusif à la Xbox 360, et plus de 200 000 dollars récoltés ont été vendus à l'association Médecins sans frontières. Il a ensuite été produit sur Wii le 16 février 2010 et sur PlayStation 3 le 4 mars.
| Titre                                                   | Album                                 | Année | Lieu               | Date de sortie   |
| ------------------------------------------------------- | ------------------------------------- | ----- | ------------------ | ---------------- |
| All You Need Is Love                                    | Single                                | 1967  | Studios Abbey Road | 9 septembre 2009 |
| Maxwell's Silver Hammer                                 | Abbey Road                            | 1969  | Studios Abbey Road | 20 octobre 2009  |
| Oh! Darling                                             | Abbey Road                            | 1969  | Studios Abbey Road | 20 octobre 2009  |
| Because                                                 | Abbey Road                            | 1969  | Studios Abbey Road | 20 octobre 2009  |
| You Never Give Me Your Money                            | Abbey Road                            | 1969  | Studios Abbey Road | 20 octobre 2009  |
| Sun King / Mean Mr. Mustard                             | Abbey Road                            | 1969  | Studios Abbey Road | 20 octobre 2009  |
| Polythene Pam / She Came in Through the Bathroom Window | Abbey Road                            | 1969  | Studios Abbey Road | 20 octobre 2009  |
| Golden Slumbers / Carry That Weight / The End           | Abbey Road                            | 1969  | Studios Abbey Road | 20 octobre 2009  |
| Her Majesty                                             | Abbey Road                            | 1969  | Studios Abbey Road | 20 octobre 2009  |
| Medley d’Abbey Road                                     | Abbey Road                            | 1969  | Studios Abbey Road | 20 octobre 2009  |
| Fixing a Hole                                           | Sgt. Pepper's Lonely Hearts Club Band | 1967  | Studios Abbey Road | 17 novembre 2009 |
| She's Leaving Home                                      | Sgt. Pepper's Lonely Hearts Club Band | 1967  | Studios Abbey Road | 17 novembre 2009 |
| Being for the Benefit of Mr. Kite!                      | Sgt. Pepper's Lonely Hearts Club Band | 1967  | Studios Abbey Road | 17 novembre 2009 |
| Within You Without You                                  | Sgt. Pepper's Lonely Hearts Club Band | 1967  | Studios Abbey Road | 17 novembre 2009 |
| When I'm Sixty-Four                                     | Sgt. Pepper's Lonely Hearts Club Band | 1967  | Studios Abbey Road | 17 novembre 2009 |
| Lovely Rita                                             | Sgt. Pepper's Lonely Hearts Club Band | 1967  | Studios Abbey Road | 17 novembre 2009 |
| Sgt. Pepper's Lonely Hearts Club Band (Reprise)         | Sgt. Pepper's Lonely Hearts Club Band | 1967  | Studios Abbey Road | 17 novembre 2009 |
| A Day in the Life                                       | Sgt. Pepper's Lonely Hearts Club Band | 1967  | Studios Abbey Road | 17 novembre 2009 |
| Norwegian Wood (This Bird Has Flown)                    | Rubber Soul                           | 1965  | Studios Abbey Road | 15 décembre 2009 |
| You Won't See Me                                        | Rubber Soul                           | 1965  | Shea Stadium       | 15 décembre 2009 |
| Nowhere Man                                             | Rubber Soul                           | 1965  | Studios Abbey Road | 15 décembre 2009 |
| Think for Yourself                                      | Rubber Soul                           | 1965  | Shea Stadium       | 15 décembre 2009 |
| The Word                                                | Rubber Soul                           | 1965  | Shea Stadium       | 15 décembre 2009 |
| Michelle                                                | Rubber Soul                           | 1965  | Studios Abbey Road | 15 décembre 2009 |
| What Goes On                                            | Rubber Soul                           | 1965  | Shea Stadium       | 15 décembre 2009 |
| Girl                                                    | Rubber Soul                           | 1965  | Studios Abbey Road | 15 décembre 2009 |
| In My Life                                              | Rubber Soul                           | 1965  | Studios Abbey Road | 15 décembre 2009 |
| Wait                                                    | Rubber Soul                           | 1965  | Shea Stadium       | 15 décembre 2009 |
| Run for Your Life                                       | Rubber Soul                           | 1965  | Shea Stadium       | 15 décembre 2009 |